# Gerbillus burtoni
Gerbillus burtoni (піщанка Бертона) — поширена переважно в Дарфурі, Судан. Вважається, що в дикій природі збереглося менше 250 особин цього виду гризунів. Можливо, він був названий на честь Едварда Бертона, який мав у своєму звіринці піщанку, отриману з Дарфуру та описану Фредеріком Кюв'є.